# Tord Gustaf Wickbom
Tord Gustaf Wickbom, född 10 januari 1916 i Danderyd, död där 8 februari 2011, var en svensk radiojournalist och författare.

## Biografi
T G Wickbom växte upp i en syskongrupp på fem i Djursholm, där hans far var lektor på Djursholms samskola. Han utbildade sig i finska. Han deltog som frivillig i Finland i såväl vinterkriget som i fortsättningskriget. 
Han var korrespondent för Svenska Dagbladet och för Sveriges Radio i London under senare delen av 1940-talet. Han var senare utrikeskorrespondent i Sydostasien med stationering i Malaysia, och med återkommande besök i Kina. Vid mitten av 1950-talet rekryterades han till Gävle för att rekonstruera Norrlands-Posten, vilken dock lades ned 1956. Han var under en tid chef för Sveriges Radios nyhetsredaktion och på 1960-talet informationsansvarig i Grängesbergsbolaget under den period då Gränges skötte järngruvföretaget Lamco i Liberia. Wickbom är begravd på Djursholms begravningsplats.
T G Wickbom är far till Ulf Wickbom.